# Liste der Lokomotiven der North British Railway
Die Liste der Lokomotiven der North British Railway gibt einen Überblick über alle Lokomotivklassen, die von der North British Railway (NBR) betrieben wurden.
Die North British Railway nahm im Jahre 1846 den Betrieb auf der Strecke von Edinburgh nach Berwick-upon-Tweed auf. Wie alle größeren Bahnen Großbritanniens baute sie einen Gutteil ihrer Lokomotiven selbst. Die dafür zuständige Hauptwerkstätte war anfangs in St. Margarets, Edinburgh, gelegen. Im Laufe der Zeit wurden andere Eisenbahngesellschaften übernommen, so auch im Jahre 1865 die Edinburgh and Glasgow Railway. Da deren Hauptwerkstätte in Cowlairs, Glasgow, besser als jene in St. Margarets war, wurde letztere zur reinen Reparaturwerkstatt herabgestuft und der Bau von neuen Lokomotiven nach Cowlairs verlegt. Daneben kaufte die NBR aber auch Lokomotiven bei schottischen und nordenglischen Lokomotivfabriken. Mit Beginn des Jahres 1923 ging die NBR nach den Bestimmungen des Railways Act 1921 – dem sog. Grouping – in der London and North Eastern Railway (LNER) auf.

## Erhaltene Lokomotiven

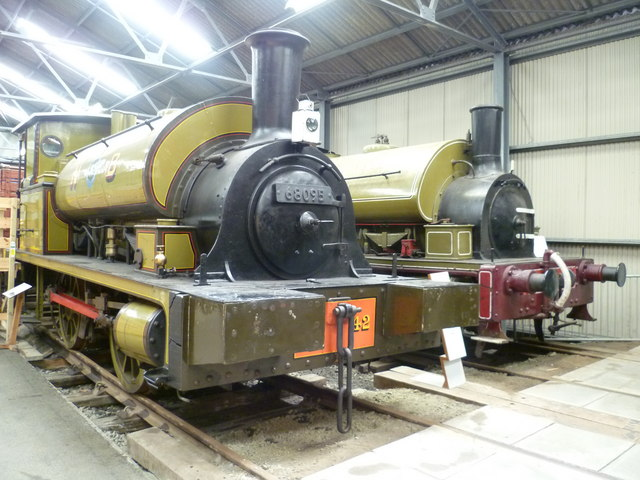
Nr. 42
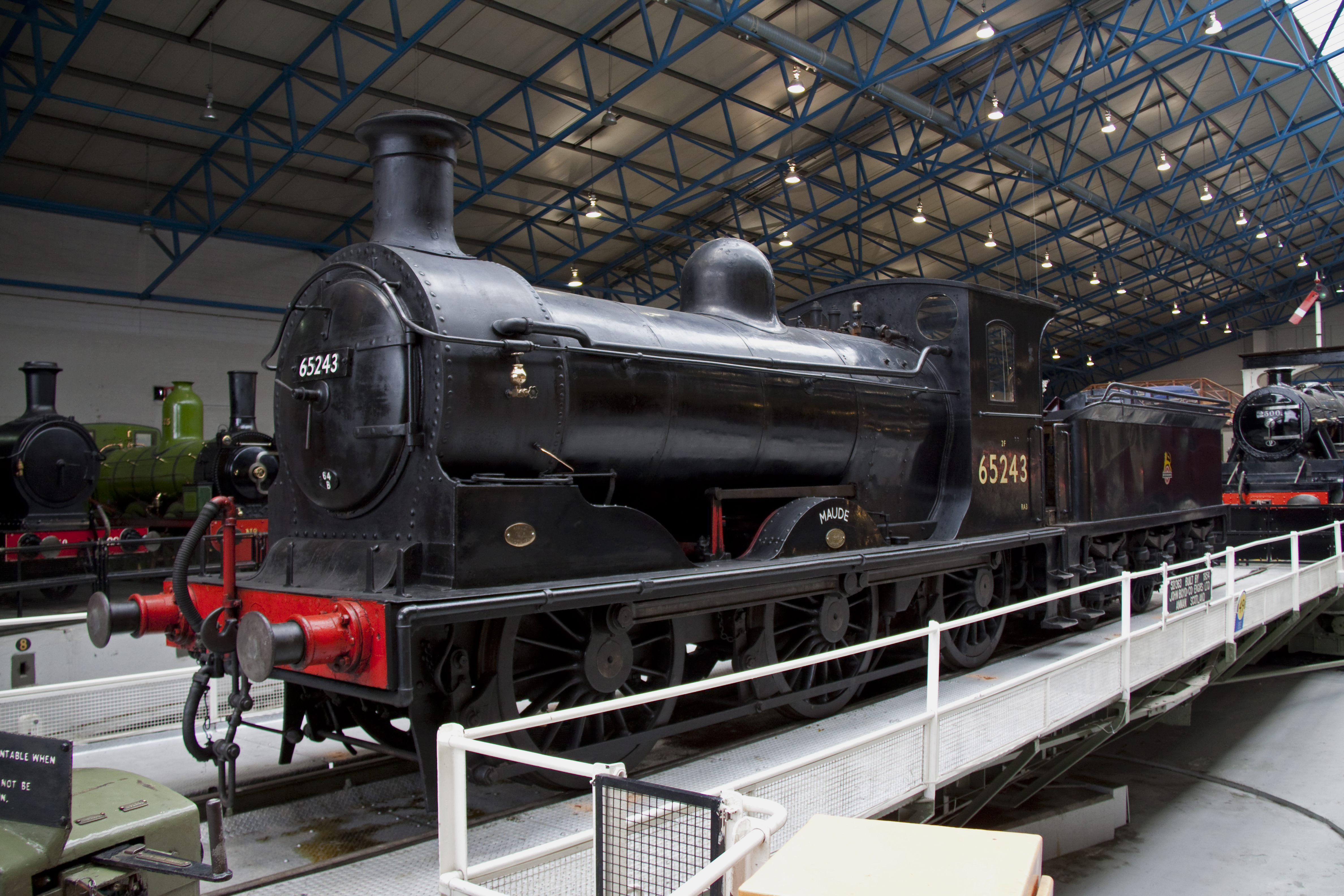
Nr. 673 Maude
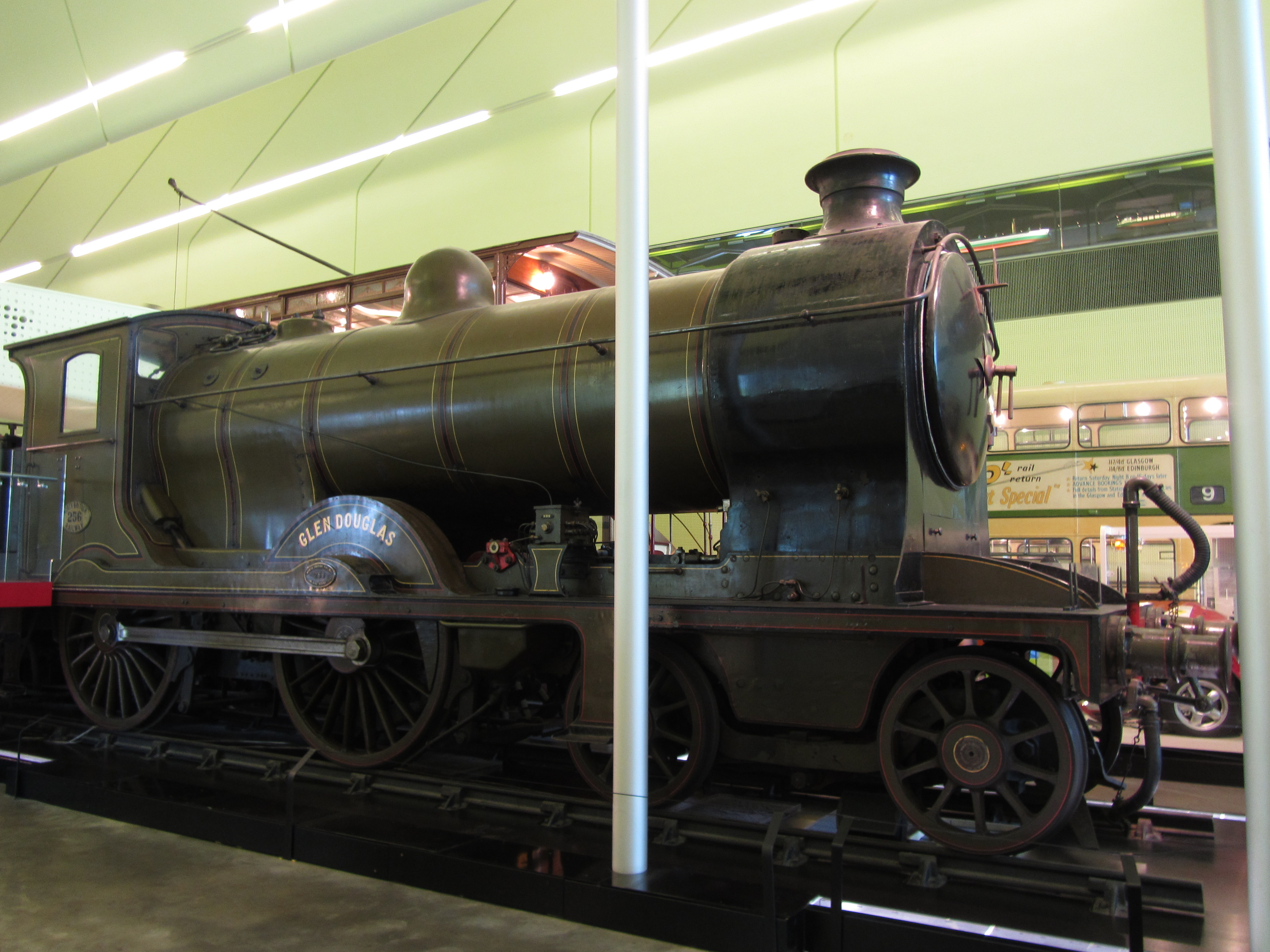
Nr. 256 Glen Douglas